# Маја Кристалинска
Маја Владимировна Кристалинска (рус. Майя Владимировна Кристалинская; Москва, 24. фебруар 1932 — Москва, 19. јун 1985) била је совјетска певачица, преводилац; заслужена уметница РСФСР (1974).